# Dorfkirche Lobbese

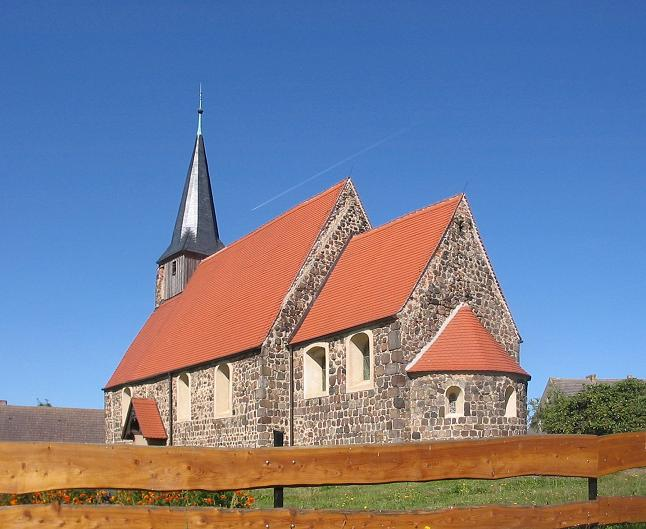
Dorfkirche Lobbese

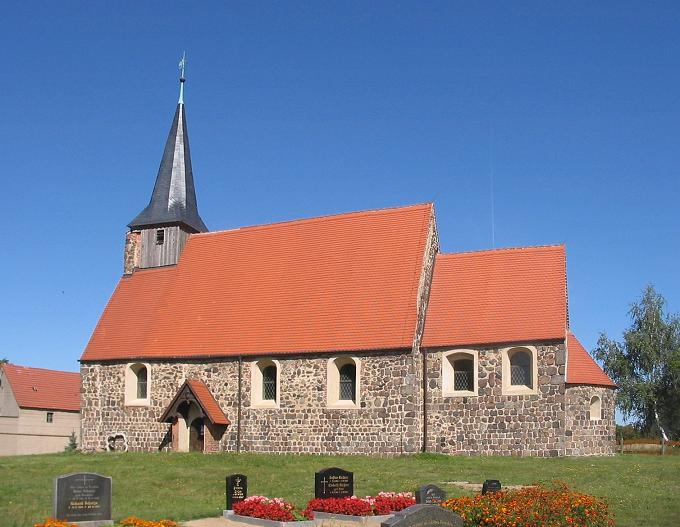
Ansicht von Süden

Die evangelische Dorfkirche Lobbese ist eine spätromanische Saalkirche im Ortsteil Lobbese von Treuenbrietzen im Landkreis Potsdam-Mittelmark in Brandenburg. Sie gehört zum Pfarrbereich Treuenbrietzen im Kirchenkreis Mittelmark-Brandenburg der Evangelischen Kirche Berlin-Brandenburg-schlesische Oberlausitz.

## Lage
Die Lobbeser Dorfstraße führt von Süd-Südwesten kommend in nordnordöstlicher Richtung durch den Ort. Im historischen Dorfanger spannt sie eine Fläche auf. Die Kirche steht im nördlichen Teil des Dorfangers auf einer leicht erhöhten Fläche, die durch einen Zaun eingefriedet ist.

## Geschichte und Architektur
Das Dorf wurde erstmals 1276 urkundlich erwähnt und gehörte zu dieser Zeit zur Vogtei Rabenstein. Die Kirche ist ein leicht erhöht gelegener, langgestreckter, spätromanischer Saalbau aus Feldstein vom Ende des 12. oder aus der ersten Hälfte des 13. Jahrhunderts, mit eingezogenem, annähernd quadratischem Chor und kleiner Apsis. Über dem Westgiebel ist ein Fachwerkdachreiter mit massiver Westwand erbaut, der vermutlich aus dem 18. Jahrhundert stammt. Im Jahr 1459 war Lobbese Mutterkirche wurde 1530 jedoch Tochterkirche von Zeuden. Im genannten Jahr standen dem Pfarrer zwei Hufen zu. Er erhielt außerdem 10 Scheffel Roggen, 40 Scheffel Gerste und 4 Scheffel Hafer als Zehnten. Er besaß außerdem einen Obstgarten, in dem er zusätzlich 1 Scheffel Korn ausbringen konnte. Der Küster bekam 25 Scheffel Roggen, 24 Brote und besaß ebenfalls einen Garten. Ein Küsterhof ist aus dem Jahr 1534 überliefert. Während der Pfarrer im Jahr 1530 den Acker noch selbst bestellen musste, konnte er ihn 1575 verpachten. Der Küster bekam zu dieser Zeit 25 Scheffel Korn, die Kirche besaß 1 Breite Gottesland. Die Kirche wurde in den Jahren 1898, 1966 und 1997 renoviert. Der Vorbau über dem Südportal dürfte von der erstgenannten Baumaßnahme stammen. In der Apsis sind die kleinen Rundbogenfenster erhalten, die übrigen Fenster wurden breitrundbogig erweitert. In der Nordwand des Schiffs und in der südlichen Chorwand ist je ein vermauertes rundbogiges Portal eingebaut. Das Mauerwerk, das in den unteren Schichten noch in Lagen mit Quadern ausgeführt ist, wird nach oben hin unregelmäßiger; in der Westwand sind zusätzlich Ziegel verschiedener Art mit vermauert. Dort wurden auch Strebepfeiler zur Stabilisierung angebaut, womit jedoch Setzungen nicht verhindert werden konnten.
Im 21. Jahrhundert wurden – eher zufällig – Jugendstilmalereien entdeckt, als im Apsis- und Chorbereich die Farbe abblätterte. Dahinter kamen Blumenornamente, illusionistische Vorhangmalereien, ein Sternenhimmel sowie Spruchbänder zum Vorschein. Die Arbeiten stammten aus der Zeit um 1900 und wurden in den 1950er Jahren übermalt. Die Kirchengemeinde hat in Abstimmung mit dem Denkmalschutz beschlossen, die Malereien freilegen und restaurieren zu lassen.

## Ausstattung
Das älteste Ausstattungsstück ist eine mittelalterliche Fünte, die ursprünglich im westlichen Eingangsbereich der Kirche aufgestellt war. Im Innern trennt ein rundbogiger Triumphbogen Schiff und Chor, die mit Putzdecken geschlossen sind. Eine Kalotte schließt die Apsis ab. Im Chor findet sich eine 1518 datierte Sakramentsnische mit kielbogiger, fialengeschmückter Sandsteinrahmung und dem sächsischen Wappen.
Die hölzerne Kanzel aus dem 17. Jahrhundert besteht aus einem polygonalen Korb über einer gedrehten Säule mit Ecksäulchen und gemalten Evangelistendarstellungen; auf dem anschließenden Pfarrstuhl ist ein Gemälde der protestantischen Beichte zu finden. Ein Gemälde mit einer Darstellung der Kreuzigung stammt aus dem 17. Jahrhundert.
Die Orgel ist ein Werk von Gottfried Wilhelm Baer aus dem Jahr 1853 mit acht Registern auf einem Manual und Pedal, das 1963 von Alexander Schuke repariert wurde.